# YSteC G 4/4 4
Die G 4/4 4 der Privatbahn Chemin de fer Yverdon–Ste-Croix (YSteC) war eine vierachsige Tenderlokomotive für reinen Reibungsbetrieb. Die 1911 in Betrieb genommene Maschine wurde 1947 ausrangiert und an die Thessalischen Eisenbahnen (gr. Σιδηρόδρομοι Θεσσαλία) in Griechenland verkauft. Als Nummer 54 steht sie heute als Denkmal beim Bahnhof Larisa.

## Geschichte
Zur Ablösung und Verstärkung des in die Jahre gekommenen Rollmaterials, konnte die YSteC 1911 neues Rollmaterial in Betrieb nehmen. Es handelte sich dabei um eine 4/4-gekuppelte Dampflokomotive, zwei vierachsige Personenwagen mit offenen Plattformen BC4 14–15, zwei Gepäckwagen mit Postabteil FZ 52–53 und zwei Güterwagen.
Die vierachsige Lokomotive erhielt bei der YSteC die Nummer 4 und den Namen «Aliénor», benannt nach dem gleichnamigen Theaterstück von René Morax. Die «Aliénor» blieb ein Einzelstück und die einzige laufachslose 4/4 gekuppelte schmalspurige Dampflokomotive in der Schweiz. Mit der Rückführung und Wiederinbetriebnahme der HG 4/4 der Furka-Bergstrecke, übernimmt Letztere diesen Rang. Die G 4/4 4 konnte bei der SLM für CHF 56'800.- bezogen werden.

## Konstruktion

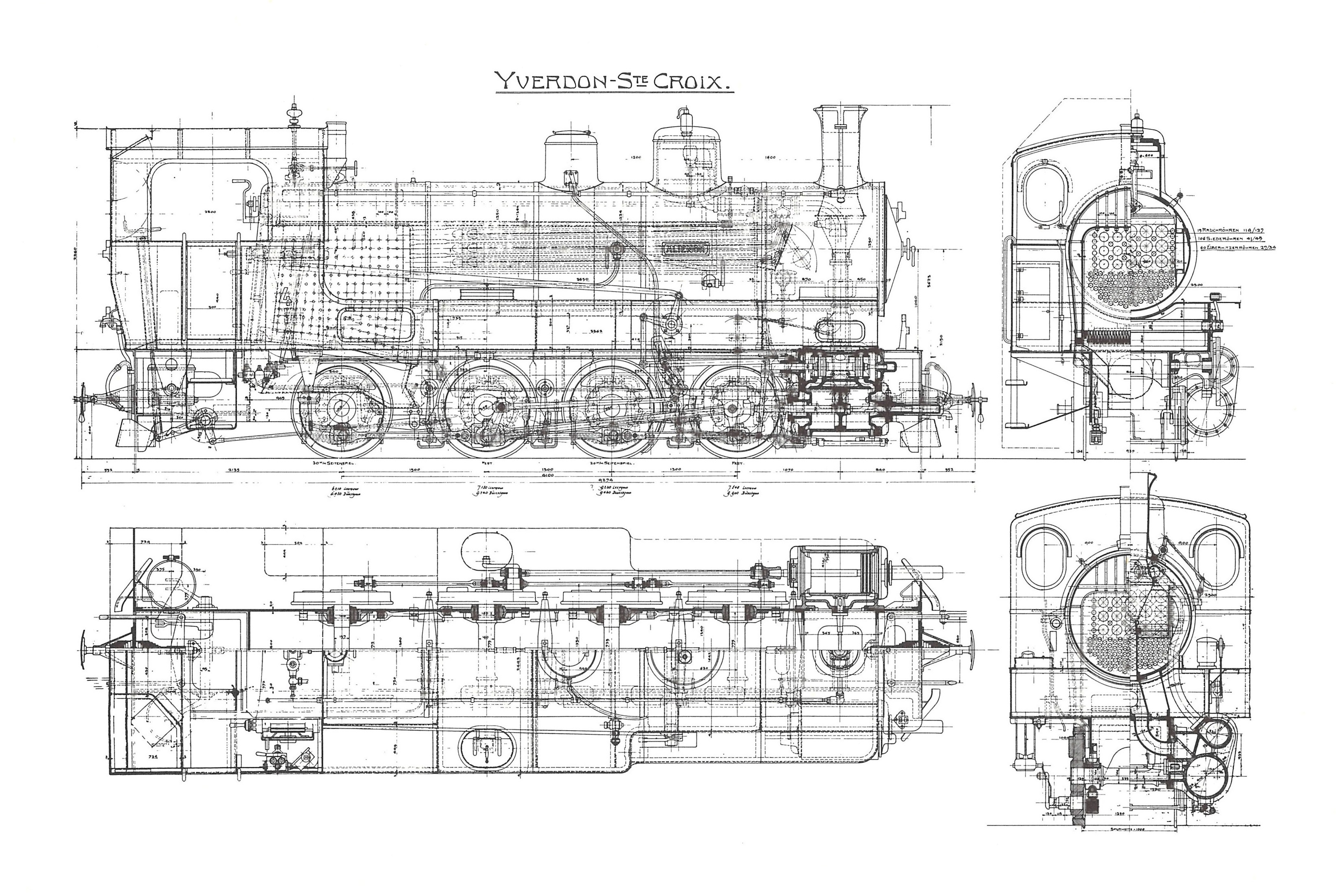
Typenskizze der YSteC G 4/4 4

Die Lokomotive G 4/4 4 glich den beinahe gleich alten AB G 4/5 7–8 äusserlich und war ähnlich in Bezug zu den Abmessungen, jedoch fehlte die Laufachse. Sie erhielt von neu einen Überhitzer und arbeitete mit einer Heissdampf-Zwillingsmaschine. Die zweite und vierte Achse waren seitlich verschiebbar. Die dritte Achse war als Treibachse ausgebildet. Auch wenn die Feuerbüchse gestützt war, lief die Lokomotive unruhig, was nicht zuletzt auf die überhängende Bauart und die Gesamtlänge von 9274 Millimetern zurückzuführen war. Dies hatte erheblichen Verschleiss an Spurkränzen und Schiene zur Folge. Auf dem Kessel befanden sich ein Sand- und ein Dampfdom. Letzterer war mit Sicherheitsventilen des Typs Pop ausgerüstet.
Mit einer Leistung von 500 PS, einer Zugkraft von 6600 kg und einem geringeren Brennmaterialverbrauch von 10,13 kg pro Kilometer, übertraf die G 4/4 4 die älteren Malletdampflokomotiven G 2×2/2 1–3 bei weitem.

## Einsatz bei der YSteC

Als leistungsfähigste der vier Maschinen, übernahm die G 4/4 4 häufig die schweren Personen- und Güterzüge. Trotz der zur Ablösung der G 2×2/2 bei der Rhätischen Bahn (RhB) gekauften Malletlokomotiven G 2/3+2/2 mit den Nummern 26–28, blieb die «Aliénor» die stärkste und beim Personal beliebteste Lokomotive der YSteC.
Mit Abschluss der Elektrifizierung der YSteC 1947 wurde die G 4/4 4 entbehrlich. Nach ihrer Ausrangierung gelangte sie zu den Thessalischen Eisenbahnen.

## Einsatz in Griechenland

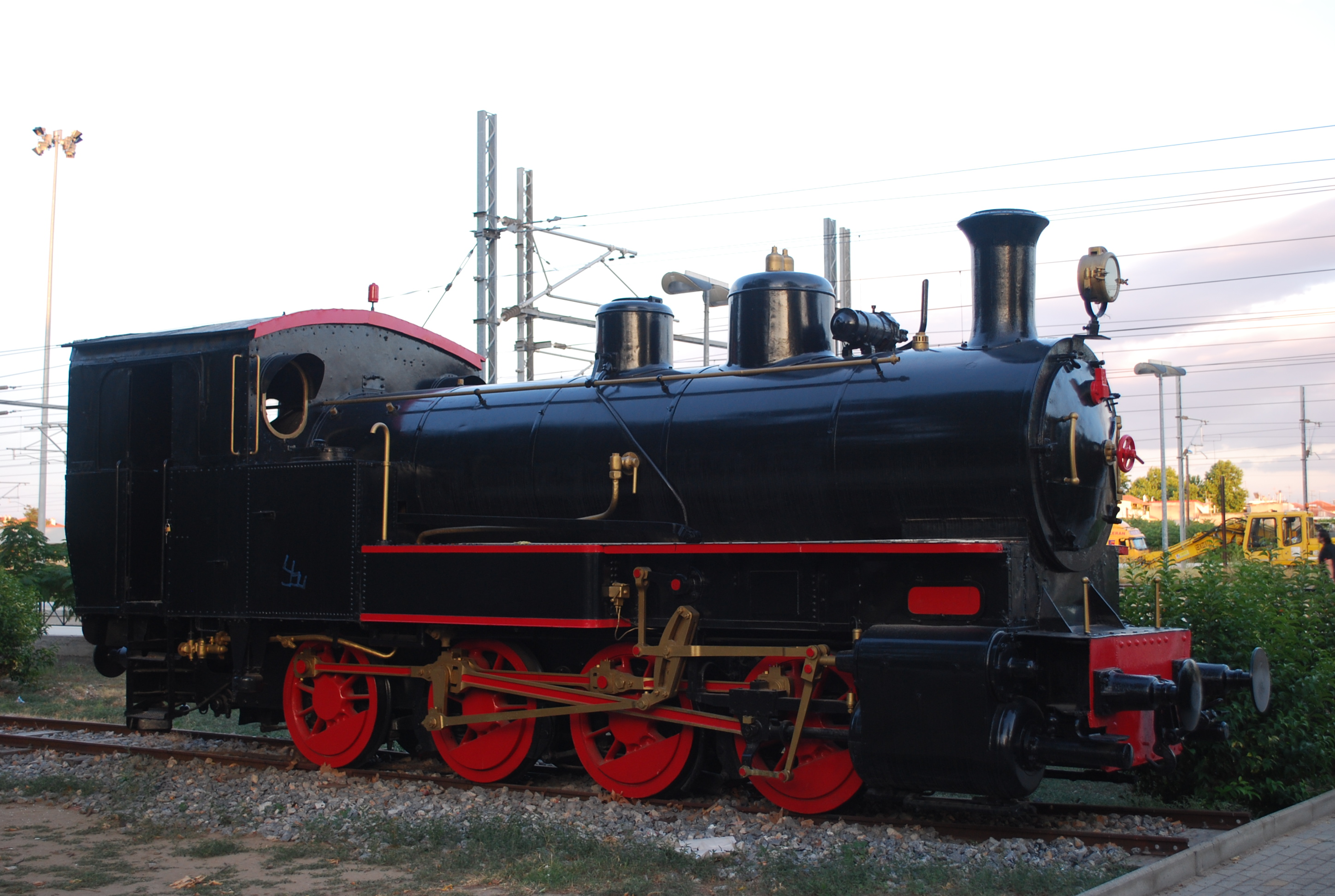
OSE Nummer 54 als Denkmal in Larisa

Zum Ausgleich des Verlusts an Lokomotiven nach dem Zweiten Weltkrieg und dem Griechischen Bürgerkrieg, übernahmen die Thessalischen Eisenbahnen 1947 die YSteC G 4/4 4 zusammen mit den Lokomotiven G 3/4 203–205, HG 3/3 1055 und 1058 der Schweizerischen Bundesbahnen.
Die nach wie vor als Nummer 4 eingereihte Lokomotive kam bei den Thessalischen Eisenbahnen auf den Schmalspurstrecken ab Volos nach Larisa, Kalambaka und auf der Hafenbahn Volos zum Einsatz. Hierzu wurden die Zug- und Stossvorrichtung umgebaut und mit Seitenpuffern ausgerüstet.
1955 gingen die Thessalischen Eisenbahnen in der Griechischen Staatsbahn Sidirodromoi Ellinikou Kratos (SEK) auf. Die Lokomotive 4 erhielt dabei die neue Nummer 54. 1973 ging die SEK in die heutige Staatsbahn Organismos Sidirodromon Ellados (OSE). Unter Regime der OSE wurde die nach wie vor als Nummer 54 eingesetzte Lokomotive um 1980 in Volos abgestellt. Anschließend war sie lange Zeit für ein zu eröffnendes Eisenbahnmuseum Volos vorgesehen. 2005 wurde die Maschine äusserlich aufgearbeitet und vor dem Bahnhof Larisa als Denkmal aufgestellt.